# SK Hodonín (1998)
SK Hodonín byl český fotbalový klub z Hodonína, který vznikl roku 1998 jako civilní nástupce VTJ Sigma Hodonín. Klub se pohyboval v krajských soutěžích.
Poslední soutěžní zápas tohoto klubu se konal 14. června 2008 od 16.30 v Hodoníně, kde se domácí rozloučili výhrou nad Hroznovou Lhotou v poměru 3:0.
Jako žák zde nastupoval mj. Ondřej Mazuch, jako trenér zde působil např. Roman Kukleta.

## Historické názvy
Zdroje:
- 1998 – SK Hodonín (Sportovní klub Hodonín)
- 2008 – zánik sloučením s TJ Baník Šardice do RSM Hodonín-Šardice

## Umístění v jednotlivých sezonách
Legenda: Z – zápasy, V – výhry, R – remízy, P – porážky, VG – vstřelené góly, OG – obdržené góly, +/− – rozdíl skóre, B – body, červené podbarvení – sestup, zelené podbarvení – postup, fialové podbarvení – reorganizace, změna skupiny či soutěže
| Česko (1998–2008) |                                           |        |    |    |   |    |    |    |     |    |        |
| Sezóna            | Liga                                      | Úroveň | Z  | V  | R | P  | VG | OG | +/− | B  | Pozice |
| 1998/99           | Středomoravský krajský přebor             | 5      | 28 | 7  | 5 | 16 | 34 | 51 | −17 | 26 | 14.    |
| 1999/00           | Středomoravský krajský přebor             | 5      | 30 | 5  | 2 | 23 | 31 | 92 | −61 | 17 | 15.    |
| 2000/01           | I. A třída Středomoravského kraje – sk. B | 6      | 26 | 10 | 4 | 12 | 40 | 46 | −6  | 34 | 9.     |
| 2001/02           | I. A třída Středomoravského kraje – sk. B | 6      | 26 | 10 | 6 | 10 | 38 | 31 | +7  | 36 | 6.     |
| 2002/03           | I. A třída Jihomoravského kraje – sk. B   | 6      | 26 | 8  | 8 | 10 | 34 | 32 | +2  | 32 | 9.     |
| 2003/04           | I. A třída Jihomoravského kraje – sk. B   | 6      | 26 | 14 | 2 | 10 | 42 | 34 | +8  | 44 | 2.     |
| 2004/05           | I. A třída Jihomoravského kraje – sk. B   | 6      | 26 | 5  | 4 | 17 | 32 | 51 | −19 | 19 | 13.    |
| 2005/06           | I. B třída Jihomoravského kraje – sk. C   | 7      | 26 | 10 | 4 | 12 | 40 | 55 | −15 | 34 | 10.    |
| 2006/07           | I. B třída Jihomoravského kraje – sk. C   | 7      | 26 | 10 | 4 | 12 | 43 | 66 | −23 | 34 | 8.     |
| 2007/08           | I. B třída Jihomoravského kraje – sk. C   | 7      | 26 | 9  | 5 | 12 | 38 | 45 | −7  | 32 | 12.    |